# Tukabatchee
Tukabatchee o Tuckabutche - Tokepahce en muskogi -) és una de les quatre ciutats mare de la Confederació Creek Abans de la deportació la ciutat tribal era situada als marges del riu Tallapoosa en l'actual estat d'Alabama.
Es creu que la ciutat era el primer lloc de l'antiv foc Busk on va començar la Cerimònia del Blat de Moro Verd. Tukabatchee era la llar de Big Warrior, un dels dos caps principals dels creeks fins a la seva mort en 1826. El cap Opothleyahola va néixer aquí a 1780.
En 1811 Tecumseh (cabdill shawnee) i Tenskwatawa (més coneguts com el Profeta) s'adreçaren als líders creek a la plaça de la vila de Tukabatchee. Tecumseh estava tan decebut amb la resposta de Big Warrior al final del seu discurs contra de l'expansió nord-americana que en arribar a Chalagawtha el Profeta va dir que "...plantaria el seu peu i totes les cabanes de Tuckabatchee caurien." La vila fou sacsejada pel terratrèmol de New Madrid un mes més tard.
Durant la Guerra Creek en 1813, els Bastons Vermells rebels envoltaren la ciutat. El setge fou aixecat pels creeks de la propera ciutat de Kasihta.